# 矢場町車站
矢場町車站（日语：／ Yaba chō */?）是位在愛知縣名古屋市中區榮三丁目。為名古屋市營地下鐵名城線的車站之一。車站編號為M04。
本站與2間大型百貨公司松坂屋總店以及名古屋PARCO有地下道直通。為離市中心榮地區南端的最近一座車站。因與松坂屋總店有地下道作直通，因此本站也有副站名為松坂屋前。另外目前已無「矢場町」此一地名存在。

## 車站結構
本站為2面2線側式月台之地下車站。

### 月台配置
| 月台 | 路線           | 方向 | 目的地                     |
| ---- | -------------- | ---- | -------------------------- |
| 1    | 名城線、名港線 | 左環 | 金山、新瑞橋、名古屋港方向 |
| 2    | 名城線         | 右環 | 榮、大曾根方向             |

## 相鄰車站
名古屋市營地下鐵
 名城線
上前津（M03）－矢場町（M04）－榮（M05）

## 外部連結
- 矢場町 - 名古屋市交通局